# Kulsvier
Kulsviere var de fagfolk, som omdannede ved til trækul gennem en tørdestillation. Det praktiske arbejde bestod i at sætte stakke af tætpakket træ, kulmiler, op i skoven, at antænde en sagte ild og at passe ilttilførslen gennem flere døgn. Derefter blev kulmilen slukket, og når den var kold nok, blev den åbnet, og trækullet blev taget ud og kørt bort til anvendelse i fremstilling af glas, metal, krudt eller andet, der kræver ren forbrænding ved høj temperatur.
De udøvende var organiseret i sjak per område og/eller mile, og deres leder blev kaldt "myrekonge" efter den for kulsvierne så kendte myremalm; mosemalm.
Arbejdet udsatte kulsvierne for aske og kulstøv, som satte sig fast alle vegne på kroppen. De blev sorte at se på, og i forbindelse med, at de boede og arbejdede i skovene, langt fra det tætte og kontrollerede landsbysamfund, blev kulsvierne betragtet som farlige og upålidelige (jf. omtalen af dem i folkeeventyrene[kilde mangler]).
Kulsviernes arbejdspladser var med jævne mellemrum et løssluppent gildested for blandt andre samfundets ungdom i forbindelse med de mange håndværksmæssige sviredage. Det har bidraget til deres tvivlsomme anseelse. Kulsviertro betød naiv kristendom, blind autoritetstro. En kulsvier blev spurgt om, hvad han troede på. Svaret var "Det som kirken tror på".